# Claudius Marcel Popelin-Ducarre
Claudius Marcel Popelin-Ducarre (1825—1892) var en fransk maler.
Popelin-Ducarr, der var elev af Picot og Scheffer, malede først i olie (historiemalerier), dyrkede derefter med held emaljemaleriet og gik fra dets praktiske håndtering over til litterær syslen med det. Han skrev således L'émail des peintres (1866, med af Popelin-Ducarre selv tegnede træsnit), L'art de l'émail (1868) og Les vieux arts du feu (1869); desuden digtsamlingen Cinq octaves de sonnets (1875).